# 마제스틱 (1974년 영화)
《마제스틱》(Mr. Majestyk)은 1974년 공개된 미국의 영화이다.

## 줄거리
베트남전 참전 용사이자 멜론 농부인 빈스 매제스틱은 수확을 앞두고 자신의 농장을 운영하는 데 어려움을 겪는다. 그 때, 코파스라는 불량배가 나타나 헐값으로 인부들을 고용해 멜론 수확을 강요하려 한다. 매제스틱은 그를 쫓아내고 경험 많은 멕시코 이주 노동자들을 고용한다. 코파스는 매제스틱에게 폭행 혐의를 씌워 체포되게 하고, 수확을 마치기도 전에 감옥에 갇히게 된다.
감옥에서 매제스틱은 악명 높은 살인 청부업자 렌다를 만나게 된다. 렌다는 이송 중 탈출을 시도하고, 그 과정에서 매제스틱은 수갑 찬 렌다를 태운 채 버스를 몰고 달아난다. 매제스틱은 렌다를 경찰에 넘기고 수확을 끝낼 수 있도록 풀어달라는 거래를 하려 한다. 렌다는 돈으로 자유를 사려 하지만 매제스틱은 거절하고, 결국 렌다의 협박에 매제스틱은 돈을 받는 척하면서 경찰과 렌다의 조직에 연락해 그들을 불러들인다.
렌다의 여자친구 와일리의 도움으로 렌다는 탈출에 성공하고, 매제스틱에게 복수하기 위해 농장으로 향한다. 매제스틱을 찾지 못하자 렌다 일당은 멜론을 훼손하고 노동자들을 폭행한다. 매제스틱은 술집에서 렌다를 만나 협박을 받지만 굴하지 않고 렌다를 때려눕힌다. 다음 날, 렌다는 매제스틱의 작업반장을 심하게 다치게 한다.
렌다 일당이 매제스틱의 집을 포위하지만 매제스틱은 여자친구 낸시의 도움으로 트럭을 타고 탈출한다. 경찰이 쫓고 헬기까지 동원하는 추격전 끝에, 매제스틱은 렌다 일당을 산길로 유인해 역으로 공격하고 대부분을 사살한다. 렌다는 은신처로 도망치고, 그곳에서 와일리를 인질 삼아 매제스틱과 협상하려 하지만 실패한다. 매제스틱은 은신처를 공격하고 렌다는 자신을 살리기 위해 부하들을 희생시킨다. 이에 질린 코파스의 도움으로 매제스틱은 렌다를 죽이고 사건은 마무리된다. 경찰은 코파스와 와일리를 체포하고 매제스틱은 낸시와 함께 떠난다.

## 출연

### 주연
- 찰스 브론슨

### 조연
- 알 레티어리
- 린다 크리스탈
- 리 퍼셀
- 폴 코슬로